# Aganippe smeatoni
Aganippe smeatoni är en spindelart som beskrevs av Henry Roughton Hogg 1902. Aganippe smeatoni ingår i släktet Aganippe och familjen Idiopidae.
Artens utbredningsområde är Sydaustralien. Inga underarter finns listade i Catalogue of Life.